# 오대산 지진
오대산 지진 (五臺山地震) 은 2007년 1월 20일 20시 56분 53초경 오대산 남쪽 자락(강릉시 서쪽 약 23 km 지점)에서 발생한 규모 4.8의 지진이다. 이 지진이 발생한 후에도 1월 20일 3차례, 1월 21일 1차례의 여진 등 이틀 동안 총 4차례의 여진이 계속되었으나, 발생한 여진은 관측소에서만 감지되는 무감 지진이었다.

## 진도
| 한국 기상청 공식 발표 기준 | 한국 기상청 공식 발표 기준              |
| -------------------------- | --------------------------------------- |
| V                          | 오대산 인근, 강릉                       |
| IV                         | 인제, 홍천, 정선, 동해                  |
| III                        | 철원, 충주, 안동                        |
| II                         | 그 외 지역(제주도, 백령도, 울릉도 제외) |
| USGS 발표 기준 최대진도    |                                         |
| VI                         | 평창                                    |

## 단층과의 관계

### 단층 면해
단층 면해의 분석 결과, 본진은 거의 수직의 우수 주향 이동 단층의 운동으로 발생했으며, 이러한 운동을 일으킨 주 압축 응력 방향은 동북동-서남서 방향으로 나타난다.

### 진부 단층
진부 단층 또는 월정사 단층은 강원도 평창군 진부면의 간평리와 동산리 일대에 발달한 북북동-남남서 주향의 단층선으로, 월정사 부근을 지나고 있어 월정사 단층선이라고도 불리지만, 이 단층선은 실제로 월정사가 위치한 지점을 통과하지 않아 보통 진부 단층이라 불린다. 오대산에서 발원한 오대천과 위치, 방향이 일치하며, 북으로는 연곡천으로 이어진다. 삼긱말단면 등의 단층 지형이 나타난다. 진앙과 가까운 월정사 단층이 지진 단층일 가능성이 크며, 본진과 여진으로 인한 파쇄 단층의 길이는 약 2km로 추정된다.

### 단층면해
이 지진은 북북동 방향의 주향 이동성 단층 운동에 의하여 발생하였으며 2회의 여진은 남-북 내지 북북동 방향의 역단층이 우세함을 보여준다. 이는 북북동방향의 주향을 갖는 이 일대의 진부 (월정사) 단층에서 지진이 발생하였음을 시사한다. 진원깊이는 약 10 km로 추정되었다.

## 피해
지진 발생 당시 강원도 지역에서 건물이 흔들리는 등 제주도를 제외한 전국에서 지진동이 느껴졌으나, 구조물에 큰 피해를 줄 정도의 규모는 아니었다. 진앙지 부근인 평창군과 강릉시에서만 가벼운 구조물 피해가 보고되었다. 평창군 진부면에서는 마을 회관 벽면에 미세 균열이 생기고 버스정류장 건물의 기왓장이 일부 파손되었으며, 월정사의 건물 벽에 균열이 생기고 담장 일부가 기울어지는 등의 피해가 발생했다. 강릉시에서는 건물 외벽 타일이 떨어지는 피해가 발생하였다.

## 참고자료
- 《2007년 지진연보》, 대한민국 기상청 발간